# Apoteksgruppen
Apoteksgruppen i Sverige AB var namnet på en svensk apotekskedja med närmare 200 apotek där merparten ligger i lands- och glesbygd. Efter en sammanslagning så går kedjans apotek sedan 2024 under namnet Kronans Apotek. Apoteksgruppen i Sverige AB var tidigare ägt av svenska staten, men såldes 2018 till Euroapotheca.
Apoteksgruppen möjliggör egenföretagande genom franchise och är den enda apotekskedjan i Sverige som har både kedjedrivna och franchisedrivna apotek.

## Historik
Apoteksgruppen i Sverige AB grundades i omregleringen 2009 med uppdraget att planera och genomföra bolagiserings- och transaktionsprocessen avseende 150 av Apoteket AB:s apotek till småföretagare samt att skapa en serviceorganisation som skulle stödja småföretagarnas drift av apoteken. Sedan 2014 agerar bolaget på marknadsmässiga villkor och utan något av riksdagen särskilt beslutat samhällsuppdrag.
I februari 2018 slutförde Euroapotheca sitt förvärv av Apoteksgruppen i Sverige AB. Företaget ägdes tidigare av den svenska staten. Den 1 mars 2018 övertog Euroapotheca även 156 av kedjans apotek, undantaget de 30 som drevs i franchiseform.
I februari 2022 meddelade Euroapotheca och Kronans Apoteks ägare Oriola att de två kedjorna skulle läggas i ett gemensamt hälftenägt holdingbolag. Sammanslagningen meddelades vara klar den 3 oktober 2022. Kort därefter meddelades att det sammanslagna verksamheten skulle ta Kronans Apotek som namn på kedjan och att namnet Apoteksgruppen skulle fasas ut.